# Nordeste (Açores)
Nordeste és un municipi de les Açores (Portugal)
- Achada
- Achadinha
- Algarvia
- Lomba da Fazenda
- Nordeste
- Salga
- Santana
- Santo António de Nordestinho
- São Pedro de Nordestinho

| Població del municipi de Nordeste (1849 – 2004) | Població del municipi de Nordeste (1849 – 2004) | Població del municipi de Nordeste (1849 – 2004) | Població del municipi de Nordeste (1849 – 2004) | Població del municipi de Nordeste (1849 – 2004) | Població del municipi de Nordeste (1849 – 2004) | Població del municipi de Nordeste (1849 – 2004) | Població del municipi de Nordeste (1849 – 2004) |
| ----------------------------------------------- | ----------------------------------------------- | ----------------------------------------------- | ----------------------------------------------- | ----------------------------------------------- | ----------------------------------------------- | ----------------------------------------------- | ----------------------------------------------- |
| 1849                                            | 1900                                            | 1930                                            | 1960                                            | 1981                                            | 1991                                            | 2001                                            | 2004                                            |
| 5.447                                           | 10.031                                          | 10.006                                          | 11.180                                          | 6.803                                           | 5.490                                           | 5.291                                           | 5.254                                           |